# Forte do Ilhéu (Funchal)

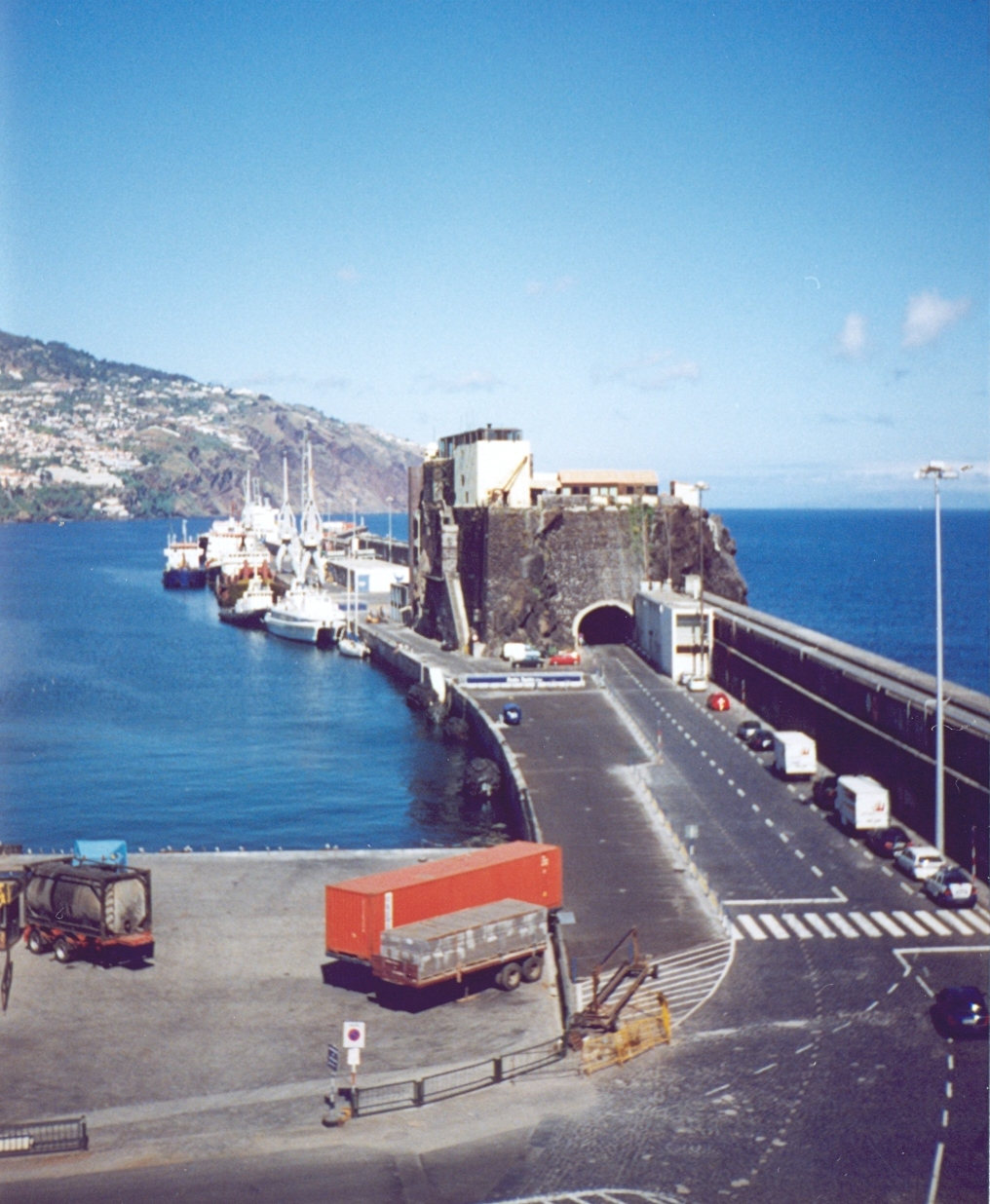
Pohled na molo od západu (2003).

Pevnost Fortaleza de Nossa Senhora da Conceição do Ilhéu existovala na ostrůvku v zálivu u přístavu Funchal na Madeiře.
První návrh na vybudování pevnosti na ostrově se objevuje již roku 1553. Hlavním důvodem byla obrana přístavu proti pirátům. Práce se vlekly téměř sto roků. Urychlila je válka za nezávislost Portugalska na Španělsku (1640–1668).
Po první světové válce byl přístav rozšiřován. Dnes je bývalý ostrůvek součástí mola a je na něm umístěno dispečerské stanoviště přístavu.